# KNN ニュースアイ
『KNNニュースアイ』（ケイエヌエヌ・ニュースアイ）は、韓国・SBS系列のKNNのローカルニュース番組。

## 概要
1995年5月14日、株式会社釜山放送（英：PuSan Broadcasting Corporation、略称：PSB）が開局したのと同時に『PSBニュースアイ』として放送を開始。
2006年5月14日、社名をKNN（Korea New Network）に変更したことに伴い、現在の『KNNニュースアイ』に番組名を変更した。

## 出演者
いずれもKNNのアナウンサー。
平日（2024.1.1 - ）
- パク・ギョンイク
- イム・ヘリム

週末（2018.3.17 - ）
- ランダム

## 放送時間
- 平日：20:30 - 21:00
- 土曜：20:15 - 20:35
- 日曜：20:25 - 20:45